# هيلموت فلمي
هيلموت فيلمي (28 مايو 1885 - 14 ديسمبر 1965) جنرالًا ألمانيًا ومجرمً حرب خلال الحرب العالمية الثانية، وقائد القوات في اليونان ويوغوسلافيا المحتلة. ضابط رفيع المستوى في لوفتفافه، تمت محاكمة فيلمي وإدانته في محاكمة الرهائن لعام 1948.

## سيرة شخصية
ولد فيلمي في 28 مايو 1885 في برلين. في عام 1904، التحق بالجيش الإمبراطوري، وفي عام 1912، التحق فلمى بمدرسة الطيران ليصبح رائدًا في الخدمة الجوية للجيش الإمبراطوري. خلال الحرب العالمية الأولى، قاد هيلمي سربًا على الجبهة التركية. بعد الحرب، بقي في الجيش الألماني. تناوب فيلمي بين مهام المشاة والطيران في الرايخسفور بجمهورية فايمار. في 4 فبراير 1938، تمت ترقيته إلى رتبة الجنرال دير فليغر.
مع بداية الحرب العالمية الثانية، قاد فيلمي الأسطول الجوي الثاني من لوفتفافه. في 12 يناير، تم طرده بسبب حادثة ميكلين وحل محله ألبرت كيسيلرينج. كما تم تلطيخ سمعة أبنائه، وكذلك أعضاء جماعة لوفتفافه. في محاولة لإعادة تأهيل أسرته، انضم إلى الحزب النازي (ضد البروتوكول).
في مايو 1941، استدعته القيادة العليا للفيرماخت ليكون قائد الأركان الخاصة أف،  للمهمة العسكرية الفاشلة في العراق. لم يكن مسؤولاً عن قيادة عنصر القوات الجوية في الأركان الخاصة.
في عام 1948، خلال محاكمة الرهائن في نورمبرغ، أدين فيلمي بارتكاب جرائم حرب في اليونان وحُكم عليه بالسجن لمدة 15 عامًا. تم مراجعة عقوبته من قبل «لائحة بيك». تم إطلاق سراحه مبكراً، في 15 يناير 1951. في 14 ديسمبر 1965، توفي في دارمشتات، ألمانيا الغربية.

### بعد الوفاة
في عام 2007، تم نشر كتابات فيلمي عن القوزاق الذين قاتلوا من أجل الألمان، إلى جانب كتابات والتر وارليمونت، في The Cossack Corps.
كان نجل فيلمي، Hansjörg Felmy (1931-2007)، ممثلًا ناجحًا وظهر في أفلام Torn Curtain وBrainwashed.

## روابط خارجية
- مقالات تستعمل روابط فنية بلا صلة مع ويكي بيانات